# Idioma kaiwá
Kaiwá es el idioma de los Paí tavyterá (de la familia tupí-guaraní)  hablado por 18 000 personas en el estado Brasileño de Mato Grosso del Sur y alrededor de 500 en la provincia de Misiones (Argentina). 

## Población
Los habitantes que utilizan este idioma son conocidos en la Argentina como cainguás (o Paí tavyterá) y viven junto con los mbyá. Del 5 al 10 % de los hablantes brasileños de esta lengua son alfabetos en kaiwá y 15 a 25 % en portugués. Es algo inteligible con el guaraní criollo y el idioma Paí tavyterá.

## Fonología

### Vocales
|            | Anterior | Central | Posterior |
| ---------- | -------- | ------- | --------- |
| Cerrada    | i ĩ      | ɨ ɨ̃     | u ũ       |
| Intermedia | e ẽ      |         | o õ       |
| Abierta    |          | a ã     |           |

- /e/ también puede ser escuchado como [ɛ].

### Consonantes
|             |             | Labial | Alveolar | Palatal | Velar | Velar | Glotal |
| simple      | labial      | Labial | Alveolar | Palatal |       |       | Glotal |
| ----------- | ----------- | ------ | -------- | ------- | ----- | ----- | ------ |
| Oclusiva    | sorda       | p      | t        |         | k     |       | ʔ      |
| Oclusiva    | sonora      |        |          |         | ɡ     | ɡʷ    |        |
| Oclusiva    | pre-nasal   | ᵐb ~ m | ⁿd ~ n   | ᶮdʲ ~ ɲ |       |       |        |
| Fricativa   | Fricativa   | v      | s        | ʃ       |       |       | h      |
| Rótica      | Rótica      |        | ɾ        |         |       |       |        |
| Aproximante | Aproximante |        |          | (j)     |       | (w)   |        |

- Consonantes oclusivas pre-nasalizadas también pueden ser escuchadas como sonantes nasales.
- [w] es escuchado como un alófono de /v/ o /u/.
- [j] es escuchado como un alófono de /i/.[2]

## Texto de ejemplo

#### Texto Original en Kaiwá
Eregwata-ramo ka'agwy-rupi erehexa gwa'a. Hagwe pytã porã. Oveve áry-rupi gwa'a. Oveve-ramo, "Kaa! Kaa!" he'i. Heta oĩ gwa'a ka'agwy-rupi.

#### Traducción al Guaraní
Reguatáramo ka'aguýre rehecháta gua'a pytã. Hague pytã porã. Oveve yvatetere'i yvágare. Ovevẽro "Kaa! Kaa!" he'i. Heta oĩ gua'a pytã ka'aguýre.

#### Traducción al español
Cuando pasas por el bosque, puedes ver un guacamayo. Su plumaje es un rojo hermoso. El guacamayo vuela por el cielo. Cuando vuela, grita "Kaa! Kaa!". Hay muchos guacamayos en el bosque.